# Max Beer
Max Beer, född 1864 i Österrike-Ungern, död 1943 i Storbritannien, var en tysk kommunist och marxistisk historiker och författare. 
Några av hans böcker om socialismens historia finns översatta till svenska. Hans omfattande historiska arbete om socialismen, Allgemeine Geschichte des Sozialismus, brändes av nationalsocialister under de landsomfattande bokbålen i Nazityskland 1933.

## Skrifter
- Allgemeine Geschichte des Sozialismus und der sozialen Kämpfe (Del 1–5. Berlin 1921–1923.)